# 朱春云
朱春云（1963年11月—），女，汉族，河南汝州人，中华人民共和国政治人物。现任九三学社中央常委，九三学社青海省委会主委，青海省科学技术协会副主席。第十四届全国政协委员。